# Raphidia duomilia
Raphidia duomilia är en halssländeart som beskrevs av C.-k. Yang 1998. Raphidia duomilia ingår i släktet Raphidia och familjen ormhalssländor. Inga underarter finns listade i Catalogue of Life.